# Brisaster antarcticus
Brisaster antarcticus is een zee-egel uit de familie Schizasteridae.
De wetenschappelijke naam van de soort werd, als Schizaster antarcticus, in 1906 gepubliceerd door Ludwig Döderlein.